# سیف علی خان
سیف علی‌خان پتودی (زاده ساجد علی‌خان؛ ۱۶ اوت ۱۹۷۰) یک بازیگر سینمای هند و تهیه‌کنندهٔ بالیوود است.
سیف علی‌خان در دهلی نو از پدر و مادری مسلمان و مطرح در سینمای هند زاده شد. او پسر منصور علی‌خان پتودی، کاپیتان وقت تیم کریکت هند و شرمیلا تاگور، هنرمند معروف سینمای هند است. همچنین سوها علی‌خان خواهر اوست و سارا علی‌خان فرزند اوست.
وی زنگ موفقیت را با بازی در اولین فیلم خود عاشق آواره به صدا درآورد. هرچند با معیارهای سینمای هند می‌توان او را بازیگر چندان مطرحی ندانست، اما شخصیت سرزنده‌اش او را تا به حال سرپا نگه داشته است. او فیلم‌های زیادی بازی کرده است، اما در هیچ‌کدام به چشم نیامد و در بسیاری از فیلم‌ها نقش مکمل داشت. ضمن اینکه نداشتن یک چهرهٔ گیشه پسند خیلی‌ها را به این نتیجه رساند که ای کاش او درصدی از استعدادهای والدینش را به ارث برده بود.
وی نقش‌های زیادی در کنار آکشی کومار داشته بازی در کنار وی در فیلم‌هایی همچون قیمت، دزد و پلیس، فریب و… نتیجهٔ همکاری این دو بازیگر است. در سال ۲۰۰۳ به خاطر بازی برجسته‌اش در فیلم شاید فردایی نباشد (Kal Ho Naa Ho) در کنار پریتی زینتا و شاهرخ خان جایزهٔ بهترین بازیگر نقش مکمل مرد جشنوارهٔ فیلم فیر را از آن خود کرد.
سیف علی‌خان در سال ۲۰۱۲ بعد از پنج سال همراهی با کارینا کاپور، بازیگر نام آشنای سینمای بالیوود و نوهٔ راج کاپور، سلطان سینمای هند ازدواج کرد. کرینا کاپورخان هندو است، سیف علی‌خان مسلمان. ازدواج هندو با مسلمان در هند پدیده عجیبی نیست و در سینمای هند مصداق زیادی دارد. سیف علی‌خان و همسرش کارینا کاپور، اسم پسرشان را که روز بیستم دسامبر ۲۰۱۶ زاده شد تیمور گذاشتند. گویا سیف علی‌خان به مطالعات تاریخی علاقه زیادی دارد و به همین دلیل اسم فرزند سومش را تیمور گذاشته است. شمار زیادی از کاربران توییتر که بر این باورند که تیمور لنگ هزارها هندو را در جریان جنگ‌هایش کشته و هند را به تاراج برده است از انتخاب این نام انتقاد کردند.
در فیلم شبح به کارگردانی کبیر خان و حضور کاترینا کایف نقش مقابل را سیف علی‌خان دارد.

## فیلم‌شناسی
| سال  | نام فیلم                  | نقش                            | بازیگر نقش مقابل                                   | جوایز و افتخارات |
| ---- | ------------------------- | ------------------------------ | -------------------------------------------------- | --- |
| ۱۹۹۳ | عاشق آواره                | جایدف سینگ/راکش راجپال         | مامتا کولکارنی                                     | جایزه فیلم فیر برای بهترین چهره تازه وارد                                                                                          |
| ۱۹۹۳ | سنت                       | پرتاب سینگ                     | نیلم کوتهاریراوینا تاندونآشوینی بیهیورامیا کریشنان | |
| ۱۹۹۳ | تشخیص                     | کاران ورما                     | شلیپا شیرودکارمادهو                                | |
| ۱۹۹۴ | امتحان                    | ویکی                           | راوینا تاندون                                      | |
| ۱۹۹۴ | این دلدادگی               | ویکرام (ویکی)                  | کاجولکاریشما کاپور                                 | |
| ۱۹۹۴ | من بازیکن، تو بی تجربه    | دیپاک کومار                    | راگشواریشیلپا شتی                                  | نامزد جایزه فیلم فیر برای بهترین بازیگر نقش مکمل مرد                                                                               |
| ۱۹۹۴ | مرد خائن                  | جی ورما                        | سومی علی                                           | |
| ۱۹۹۴ | بیایید عاشق شویم          | راجا                           | شیلپا شتیسومی علی                                  | |
| ۱۹۹۵ | امنیت                     | امر/پرنس ویجی                  | مونیکا بدیدیویا دوتا                               | |
| ۱۹۹۶ | راجا و سه برادر           | سانی دوگرا                     | نیلم کوتهاری پراتیبا سینها                         | |
| ۱۹۹۶ | عشق به بمبئی              | ویکرام (ویکی)                  | کاجولوایشناوی ماهنات                               | |
| ۱۹۹۶ | تو دزد هستی، من پلیس هستم | راجا                           | پراتیبا سینهاتابو                                  | |
| ۱۹۹۶ | دلم دیوانه تو             | راوی کومار                     | تویکنل خانا                                        | |
| ۱۹۹۷ | همیشه                     | راجا/راجو                      | کاجول                                              | |
| ۱۹۹۷ | پرواز (Udaan)             | راجا                           | ریکامادهو                                          | |
| ۱۹۹۸ | قیمت – آن‌ها بازگشته‌اند    | آجی                            | سونالی بندرهراوینا تاندون                          | |
| ۱۹۹۸ | چه کسی بهتر از ماست       | سانی                           | سونالی بندرهدیپتی بهاتناگار                        | |
| ۱۹۹۹ | این بمبئی است عشق من      | راجو/دیوید                     | توینکل خانا                                        | |
| ۱۹۹۹ | حس ناشناخته               | جی پاندیت                      | نامراتا شیرودکار مانیشا کویرالا                    | نامزد جایزه فیلم فیر برای بهترین بازیگر نقش مکمل مرد                                                                               |
| ۱۹۹۹ | آرزو                      | امر                            | مادهوری دیکشیت                                     | |
| ۱۹۹۹ | همسر شماره ۱              | دیپاک شارما                    | سوشمیتا سن                                         | |
| ۱۹۹۹ | ما با هم هستیم            | وینود چاتورودی                 | کاریشما کاپور                                      | |
| ۲۰۰۰ | چه می‌گویند                | راهول مودی                     | پریتی زینتا                                        | |
| ۲۰۰۱ | برای عشق کاری خواهد کرد   | پراکاش شاستری                  | سونالی بندرهتوینکل خانا                            | |
| ۲۰۰۱ | خواسته دل                 | سمیر مولچاندانی                | پریتی زینتاسونالی کولکارنیدیمپل کاپادیا            | جایزه فیلم فیر برای بهترین بازیگر کمدی - جایزه آکادمی بین المللی فیلم هند برای بهترین بازیگر نقش مکمل مرد                          |
| ۲۰۰۱ | می خواهم در قلب شما باشم  | راجو (سم) سارما                | دیا میرزاطناز ایرانی                               | |
| ۲۰۰۲ | نه تو میدونی نه من        | آکشی کاپور                     | ایشا دئولآشیما بهلا                                | |
| ۲۰۰۳ | ترسیدن ممنوع است          | آنیل مانچاندانی                | شیلپا شتیایشا کوپیکارسمیرا ردیآنتارا مالی          | |
| ۲۰۰۳ | شاید فردایی نباشد         | روهیت پاتل                     | پریتی زینتاکتکی داو                                | جایزه فیلم فیر برای بهترین بازیگر نقش مکمل مرد - جایزه آکادمی بین المللی فیلم هند برای بهترین بازیگر نقش مکمل مرد                  |
| ۲۰۰۳ | لوک کارگیل                | کاپیتان آنوج نیار              | کارینا کاپور                                       | |
| ۲۰۰۴ | انتقام‌جو                  | کاران سینگ                     | اورمیلا ماتوندکارشبا چادها                         | نامزد جایزه آکادمی بین المللی فیلم هند برای بهترین بازیگر نقش منفی                                                                 |
| ۲۰۰۴ | من و تو                   | کاران کاپور                    | رانی موکرجیایشا کوپیکار                            | نامزد جایزه فیلم فیر برای بهترین بازیگر مرد - جایزه فیلم فیر برای بهترین بازیگر کمدی - جایزه بین‌المللی فیلم برای بهترین بازیگر مرد |
| ۲۰۰۵ | زن متاهل                  | شکار روی                       | ویدیا بالنریما سندیا میرزا                         | نامزد جایزه فیلم فیر برای بهترین بازیگر مرد - نامزد جایزه آکادمی بین المللی فیلم هند برای بهترین بازیگر مرد                        |
| ۲۰۰۵ | سلام سلام!                | نیک آرورا                      | پریتی زینتاتانیا زائتا                             | نامزد جایزه فیلم فیر برای بهترین بازیگر مرد - نامزد جایزه آکادمی بین المللی فیلم هند برای بهترین بازیگر مرد                        |
| ۲۰۰۶ | راز سایروس                | سایروس میستری                  | دیمپل کاپادیاسیمونه سینگ                           | |
| ۲۰۰۶ | اومکارا                   | ایشوار (لانگدو) تیاگی          | کارینا کاپورکونکونا سن شارمابیپاشا باسو            | جایزه فیلم فیر برای بهترین بازیگر نقش منفی - جایزه آکادمی بین المللی فیلم هند برای بهترین بازیگر نقش منفی                          |
| ۲۰۰۷ | اکلاویا: نگهبان سلطنتی    | پرنس هارشواردان رانا           | ویدیا بالنریما سن                                  | |
| ۲۰۰۷ | ده بالاتر از نه           | جیمی                           | بیپاشا باسوکیم شارما                               | |
| ۲۰۰۷ | مسابقه زندگی              | راجویر سینگ                    | رانی موکرجی                                        | |
| ۲۰۰۷ | ام شانتی ام               | خودش                           | حضور افتخاری                                       | |
| ۲۰۰۸ | مسابقه                    | رانویر (رانی) سینگ             | بیپاشا باسوکاترینا کایف                            | |
| ۲۰۰۸ | سبک                       | جیتندرا کومار                  | کارینا کاپور                                       | |
| ۲۰۰۸ | کمی عشق، کمی جادو         | رانبیر سینگ                    | رانی موکرجیآمیشا پاتل                              | |
| ۲۰۰۹ | به عشق تو قسم می‌خورم      | ویجی ورما                      | پوجا باتشبا آکاشدپ                                 | |
| ۲۰۰۹ | عشق امروزی                | جی واردان سینگ/ویر سینگ پانسار | دیپیکا پادوکونهجیزلی مونتیرو                       | نامزد جایزه فیلم فیر برای بهترین بازیگر مرد - نامزد جایزه آکادمی بین المللی فیلم هند برای بهترین بازیگر مرد                        |
| ۲۰۰۹ | قربانی                    | احسان خان/خالد انور            | کارینا کاپوردیا میرزا                              | |
| ۲۰۱۱ | تبعیض                     | دیپاک کومار                    | دیپیکا پادوکونه                                    | |
| ۲۰۱۲ | مامور وینود               | آجنت وینود                     | کارینا کاپورمریم زکریا                             | |
| ۲۰۱۲ | کوکتل                     | گوتام کاپور                    | دیپیکا پادوکونهدیانا پنتیدیمپل کاپادیا             | |
| ۲۰۱۳ | مسابقه ۲                  | رانویر (رانی) سینگ             | دیپیکا پادوکونهبیپاشا باسوآمیشا پاتل               | |
| ۲۰۱۳ | برو گوا رفته              | بریس                           | پوجا گوپتا                                         | |
| ۲۰۱۳ | گلوله راجا                | راجا میشرا                     | سوناکشی سینها                                      | |
| ۲۰۱۴ | به نظر می‌ رسد             | آشوک سینهانیا/چینکو            | تمنا باتیاایشا گوپتابیپاشا باسو                    | |
| ۲۰۱۴ | پایان خوش                 | یودی/یوگی                      | ایلیانا دی‌کروزکالکی کوچلینکارینا کاپورپریتی زینتا  | |
| ۲۰۱۵ | تحت روان دالی             | پرنس آدیتا سینگ                | حضور افتخاری                                       | |
| ۲۰۱۵ | فانتوم                    | کاپیتان دانیال خان             | کاترینا کایف                                       | |
| ۲۰۱۷ | رنگون                     | رستم بیلیموریا                 | کانگانا رانوتکشمیرا ایرانی                         | |
| ۲۰۱۷ | آشپز                      | روشن کالرا                     | پادماپریا جاناکیرامنسوبهیتا دولیپالا               | |
| ۲۰۱۸ | کالاکندی                  | ریلن                           | ایشا تالوارسوبهیتا دولیپالا                        | |
| ۲۰۱۸ | بازار                     | شاکون کوتهاری                  | رادیکا آپتهچیترانگادا سینگسونیا بالانی             | |
| ۲۰۱۹ | کاپیتان سرخ               | شکارچی/گوسین                   | زویا حسینسیمونه سینگ                               | |
| ۲۰۲۰ | تانهاجی                   | عدیبهان سینگ راتور             | کاجولنها شارما                                     | جایزه فیلم فیر برای بهترین بازیگر نقش مکمل مرد - نامزد جایزه آکادمی بین المللی فیلم هند برای بهترین بازیگر نقش مکمل مرد            |
| ۲۰۲۰ | جوانی جان من              | جازویندر سینگ                  | تابوآلایا فورینتورووالا                            | |
| ۲۰۲۰ | دل بیچاره                 | آبهیمانیو ویر                  | حضور افتخاری                                       | |
| ۲۰۲۱ | پلیس ارواح                | ویبو ویدیا                     | ژاکلین فرناندزیامی گوتام                           | |
| ۲۰۲۱ | بانتی و بابلی ۲           | بانتی/بابی                     | رانی موکرجیشارواری واگ                             | |
| ۲۰۲۲ | ویکرام ودها               | ویکرام                         | رادیکا آپکهیوگیتا بیهانی                           | |
| ۲۰۲۳ | آدیپوروش                  | راولنا/لانکش                   | کریتی سانونسونال چوهان                             | |
| ۲۰۲۴ | دوارا ۱ (Devara: Part 1)  | بیهاریا                        | شروتی ماراته                                       | |